# The Hunger Games: The Ballad of Songbirds & Snakes
The Hunger Games: The Ballad of Songbirds & Snakes är en amerikansk science fiction-actionfilm från 2023. Filmen är regisserad av Francis Lawrence, med manus skrivet av Michael Arndt och Michael Lesslie. Den är baserad på romanen Balladen om sångfåglar och ormar av Suzanne Collins och blir den femte delen i The Hunger Games-filmserien. Filmen utspelar sig 65 år före de fyra andra filmerna, med Jennifer Lawrence som spelade huvudrollen Katniss Everdeen.
Filmen hade biopremiär i Sverige den 17 november 2023, utgiven av Nordisk Film.

## Rollista (i urval)
- Tom Blyth – Coriolanus Snow[7]
- Rachel Zegler – Lucy Gray Baird
- Josh Andrés Rivera – Sejanus Plinth
- Hunter Schafer – Tigris Snow
- Jason Schwartzman – Lucretius "Lucky" Flickerman
- Peter Dinklage – Casca Highbottom
- Viola Davis – Dr. Volumnia Gaul[8]
- Burn Gorman – Commander Hoff
- Fionnula Flanagan – Grandma'am
- Ashley Liao – Clemensia Dovecote